# Tomás Asprea
Tomás Asprea (Lanús, provincia de Buenos Aires, 28 de febrero de 1995) es un futbolista argentino. Juega de mediocampista y su equipo actual es Santiago Morning de la Primera B de Chile.

## Trayectoria

### Arsenal
Realizó las inferiores y fue convocado a formar parte de la pretemporada del 2015 sin llegar a debutar en primera.

### Comunicaciones
Se sumó para disputar el metropolitando llegando a disputar la final del mismo por el ascenso.

### Ferro
En la temporada 2017/18 firmó su incorporación. Tuvo su debut ingresando como titular en el partido entre Ferro - Atlético Mitre el 2 de febrero de 2018, partido que termina empatado sin goles, jugó todo el partido.

### Belgrano
El 15 de febrero de 2021 firmó su contrato con el Club Atlético Belgrano por un año con opción de compra.

### Talleres (RdE)
A principios de 2024, Comunicaciones, club dueño de su pase, lo cedió a préstamo a Talleres (RdE), que compite en la Primera Nacional de la Argentina.

## Estadísticas
Actualizado al 28 de octubre de 2024

| Arsenal de Sarandí Argentina | 1.ª                  | 2016                 | 0   | 0  | 0 | 0 | - | - | 0   | 0  | 0    |
| Arsenal de Sarandí Argentina | Total club           | Total club           | 0   | 0  | 0 | 0 | - | - | 0   | 0  | 0    |
| Comunicaciones Argentina | 3.ª                  | 2016/17              | 54  | 2  | 0 | 0 | 0 | 0 | 54  | 2  | 0.04 |
| Comunicaciones Argentina | Total club           | Total club           | 54  | 2  | 0 | 0 | 0 | 0 | 54  | 2  | 0.04 |
| Ferro Carril Oeste Argentina | 2.ª                  | 2017-18              | 14  | 0  | 0 | 0 | — | — | 14  | 0  | 0    |
| Ferro Carril Oeste Argentina | 2.ª                  | 2018-19              | 17  | 0  | 0 | 0 | — | — | 17  | 0  | 0    |
| Ferro Carril Oeste Argentina | 2.ª                  | 2019-20              | 21  | 1  | 0 | 0 | — | — | 21  | 1  | 0.05 |
| Ferro Carril Oeste Argentina | 2.ª                  | 2020                 | 6   | 0  | 0 | 0 | — | — | 6   | 0  | 0    |
| Ferro Carril Oeste Argentina | Total                | Total                | 58  | 1  | 0 | 0 | 0 | 0 | 58  | 1  | 0.02 |
| Belgrano (Cba) Argentina | 2.ª                  | 2021                 | 23  | 0  | 0 | 0 | — | — | 23  | 0  | 0    |
| Belgrano (Cba) Argentina | Total                | Total                | 23  | 0  | 0 | 0 | 0 | 0 | 23  | 0  | 0    |
| Ferro Carril Oeste Argentina | 2.ª                  | 2022                 | 7   | 0  | 0 | 0 | — | — | 7   | 0  | 0    |
| Ferro Carril Oeste Argentina | Total                | Total                | 7   | 0  | 0 | 0 | 0 | 0 | 7   | 0  | 0    |
| Ferro Carril Oeste Argentina | Total Ferro          | Total Ferro          | 65  | 1  | 0 | 0 | 0 | 0 | 65  | 1  | 0.02 |
| Gimnasia (Mza) Argentina | 2.ª                  | 2023                 | 12  | 0  | 0 | 0 | 0 | 0 | 12  | 0  | 0    |
| Gimnasia (Mza) Argentina | Total                | Total                | 12  | 0  | 0 | 0 | 0 | 0 | 12  | 0  | 0    |
| Comunicaciones Argentina | 3.ª                  | 2023                 | 32  | 5  | 0 | 0 | 0 | 0 | 32  | 5  | 0.16 |
| Comunicaciones Argentina | Total                | Total                | 32  | 5  | 0 | 0 | 0 | 0 | 32  | 5  | 0.16 |
| Comunicaciones Argentina | Total Comunicaciones | Total Comunicaciones | 97  | 6  | 0 | 0 | 0 | 0 | 97  | 6  | 0.06 |
| Talleres (RdE) Argentina | 2.ª                  | 2024                 | 34  | 1  | 1 | 0 | 0 | 0 | 35  | 1  | 0.03 |
| Talleres (RdE) Argentina | Total                | Total                | 34  | 1  | 1 | 0 | 0 | 0 | 35  | 1  | 0.03 |
| Total carrera | Total carrera        | Total carrera        | 220 | 10 | 1 | 0 | 0 | 0 | 221 | 10 | 0.05 |
| (1) La copa nacional se refiere a la Copa Argentina y Supercopa Argentina . (2) La copa internacional se refiere a la Copa Sudamericana, Recopa Sudamericana, Copa Libertadores y Copa Suruga Bank. (3) Promedio de goles recibidos por partidos no incluye goles recibidos en partidos amistosos. |                      |                      |     |    |   |   |   |   |     |    |      |